# Saint-Brès (Gard)
Saint-Brès – miejscowość i gmina we Francji, w regionie Oksytania, w departamencie Gard. Nazwa miejscowości pochodzi od imienia św. Brykcjusza.
Według danych na rok 1990 gminę zamieszkiwały 612 osoby, a gęstość zaludnienia wynosiła 54 osoby/km² (wśród 1545 gmin Langwedocji-Roussillon Saint-Brès plasuje się na 465. miejscu pod względem liczby ludności, natomiast pod względem powierzchni na miejscu 684.).